# Rima (exogeologia)
En astrogeologia, rima (plural rimae, abr. RI) és una paraula llatina que significa «fissura» que la Unió Astronòmica Internacional (UAI) utilitza per indicar les llargues depressions estretes en la superfície de la Lluna que s'assemblen a les canals.
Normalment, una rima pot tenir fins a diversos quilòmetres d'amplada i centenars de quilòmetres de longitud. Tanmateix, el terme també s'ha utilitzat per descriure estructures similars en una sèrie de planetes del sistema solar, incloent Mart, Venus i en diverses llunes. Totes tenen una semblança estructural entre elles.

## Estructures
A la superfície de la Lluna es poden trobar tres tipus de rimae:
- Les rimae sinuoses són uns meandres que segueixen camí corb, com un riu en el seu curs baix, i són comunament considerats com les restes de tubs de lava col·lapsats o fluxos de lava extingits. Solen començar en un volcà extint i a vegades els meandres es parteixen a mesura que avancen per la superfície. El vallis Schröteri, a l'Oceanus Procellarum, és la major rima sinuosa, i rima Hadley és l'única rima que ha sigut visitada pels humans, a la missió Apollo 15. Un altre exemple destacat és la rima Herigonius.
- Les rimae arquejades tenen una corba suau i es troben a les vores dels foscos mars lunars. Es creu que s'han format quan els fluxos de lava que van crear un mar lunar es van refredar, contreure's, i es van enfonsar. Aquests es troben a tota la Lluna, i es poden veure exemples prop de la frontera sud-oest del mare Tranquillitatis i en la riba sud-est del mare Humorum. La rima Sulpicius Gallus és un clar exemple al sud-oest de la mare Serenitatis.
- Les rimae rectes segueixen camins llargs i lineals, i es creu que són grabens, seccions de l'escorça que s'han enfonsat entre dues falles paral·leles. Aquests es poden identificar fàcilment quan travessen els cràters o les cadenes muntanyoses. El vallis Alpes és, amb diferència, la rima recta més gran, de fet, es considera massa gran per ser anomenada rima i es troba partida en dos per una rima sinuosa. La rima Ariadaeus, a l'oest de la mare Tranquillitatis, és un exemple molt clar.

Les rimae que mostren més d'una estructura es denominen rimae híbrides. La rima Hyginus a sinus Medii és un exemple, inicialment format per una falla i posteriorment subjecte a activitat volcànica.

## Formació
Encara no s'ha determinat els mecanismes de formació precisos de les rimae. Probablement hi hagi diferents tipus de formació per diferents processos. Les característiques comunes compartides per les rimae lunars i les estructures similars en altres cossos suggereixen que els mecanismes causals comuns operen àmpliament en el sistema solar. Les principals teories inclouen canals de lava, tubs de lava col·lapsats, intrusió de dics a la superfície, fluxos piroplàstics, subsidència de la conca coberta de lava i sòls de cràter, i extensió tectònica. Seria necessari l'examen en el lloc per aclarir els mètodes exactes.

### Rimes sinuoses
Segons la NASA, l'origen de les rimae sinuoses lunars continua sent controvertit. La rima Hadley és d'1,5 km d'ample i més de 300 m de profunditat. Es creu que és un conducte gegant que portava lava des d'una fissura volcànica fins al sud. La informació topogràfica obtinguda a partir de les fotografies de l'Apollo 15 recolza aquesta possibilitat; no obstant això, molts romanen molts dubtes sobre la formació de les rimae.

## Llista derimaede la Lluna
| Rima                   | Latitud | Longitud | Diàmetre (km) | Epònim                         | Referències |
| ---------------------- | ------- | -------- | ------------- | ------------------------------ | ----------- |
| Rima Agatharchides     | 20,38 S | -28,56 E | 54,25         | Nom d'un cràter proper         | 5037        |
| Rima Agricola          | 29,25 N | -53,42 E | 125,08        | Nom d'un mons proper           | 5038        |
| Rima Archytas          | 53,63 N | 3 E      | 90,18         | Nom d'un cràter proper         | 5039        |
| Rima Ariadaeus         | 6,48 N  | 13,44 E  | 247,45        | Nom d'un cràter proper         | 5040        |
| Rima Artsimovich       | 26,66 N | -38,65 E | 68,06         | Nom d'un cràter proper         | 5041        |
| Rima Billy             | 14,74 S | -48,04 E | 69,82         | Nom d'un cràter proper         | 5042        |
| Rima Birt              | 21,4 S  | -9,28 E  | 54,18         | Nom d'un cràter proper         | 5043        |
| Rima Bradley           | 24,17 N | -0,6 E   | 133,76        | Nom d'un mons proper           | 5044        |
| Rima Brayley           | 22,3 N  | -36,35 E | 327,26        | Nom d'un cràter proper         | 5045        |
| Rima Calippus          | 37,03 N | 12,66 E  | 40            | Nom d'un cràter proper         | 5046        |
| Rima Cardanus          | 11,32 N | -71,14 E | 221,93        | Nom d'un cràter proper         | 5047        |
| Rima Carmen            | 19,95 N | 29,03 E  | 15,02         | Antropònim femení castellà     | 5048        |
| Rima Cauchy            | 10,42 N | 38,07 E  | 167           | Nom d'un cràter proper         | 5049        |
| Rima Cleomedes         | 27,98 N | 56,51 E  | 45,54         | Dins del cràter del mateix nom | 5050        |
| Rima Cleopatra         | 30,3 N  | -53,8 E  | 14,66         | Antropònim femení grec         | 5051        |
| Rima Conon             | 18,69 N | 1,85 E   | 37,32         | Nom d'un cràter proper         | 5052        |
| Rima Dawes             | 17,58 N | 26,63 E  | 15            | Nom d'un cràter proper         | 5053        |
| Rima Delisle           | 30,87 N | -32,35 E | 57,6          | Nom d'un cràter proper         | 5054        |
| Rima Diophantus        | 28,7 N  | -33,67 E | 201,5         | Nom d'un cràter proper         | 5055        |
| Rima Draper            | 17,37 N | -25,37 E | 244,16        | Nom d'un cràter proper         | 5056        |
| Rimae Alphonsus        | 13,4 S  | -1,94 E  | 87            | Dins del cràter del mateix nom | 5091        |
| Rimae Apollonius       | 4,39 N  | 54,33 E  | 89,64         | Nom d'un cràter proper         | 5092        |
| Rimae Archimedes       | 26,34 N | -4,53 E  | 215           | Nom d'un cràter proper         | 5093        |
| Rimae Aristarchus      | 27,52 N | -47,25 E | 175           | Nom d'un cràter proper         | 5094        |
| Rimae Arzachel         | 18,31 S | -1,38 E  | 57            | Dins del cràter del mateix nom | 5095        |
| Rimae Atlas            | 46,82 N | 44,42 E  | 46,8          | Dins del cràter del mateix nom | 5096        |
| Rimae Bode             | 9,54 N  | -3,22 E  | 233           | Nom d'un cràter proper         | 5097        |
| Rimae Boscovich        | 9,87 N  | 11,27 E  | 32            | Dins del cràter del mateix nom | 5098        |
| Rimae Bürg             | 44,7 N  | 25,27 E  | 98            | Nom d'un cràter proper         | 5099        |
| Rimae Chacornac        | 29,01 N | 31,24 E  | 100           | Nom d'un cràter proper         | 5100        |
| Rimae Daniell          | 37,53 N | 24,33 E  | 140,25        | Nom d'un cràter proper         | 5101        |
| Rimae Darwin           | 19,84 S | -66,66 E | 170           | Nom d'un cràter proper         | 5102        |
| Rimae de Gasparis      | 24,99 S | -50,3 E  | 46,65         | Nom d'un cràter proper         | 5103        |
| Rimae Doppelmayer      | 26,23 S | -44,53 E | 7,8           | Nom d'un cràter proper         | 5104        |
| Rimae Focas            | 27,68 S | -97,54 E | 61            | Nom d'un cràter proper         | 5105        |
| Rimae Fresnel          | 28,11 N | 3,73 E   | 75            | Nom d'un promontorium proper   | 5106        |
| Rimae Gassendi         | 17,47 S | -39,87 E | 70            | Dins del cràter del mateix nom | 5107        |
| Rimae Gerard           | 45,54 N | -84,36 E | 110           | Nom d'un cràter proper         | 5108        |
| Rimae Goclenius        | 7,84 S  | 42,88 E  | 190           | Nom d'un cràter proper         | 5109        |
| Rimae Grimaldi         | 6,18 S  | -63,9 E  | 162           | Nom d'un cràter proper         | 5110        |
| Rimae Gutenberg        | 4,42 S  | 36,42 E  | 223           | Nom d'un cràter proper         | 5111        |
| Rimae Hase             | 34,71 S | 67,78 E  | 257,24        | Nom d'un cràter proper         | 6898        |
| Rimae Herigonius       | 13,92 S | -36,75 E | 180           | Nom d'un cràter proper         | 5112        |
| Rimae Hevelius         | 0,81 N  | -66,38 E | 180           | Nom d'un cràter proper         | 5113        |
| Rimae Hippalus         | 25,6 S  | -29,36 E | 266           | Nom d'un cràter proper         | 5114        |
| Rimae Hypatia          | 0,34 S  | 22,78 E  | 200           | Nom d'un cràter proper         | 5115        |
| Rimae Janssen          | 45,8 S  | 39,26 E  | 120           | Dins del cràter del mateix nom | 5116        |
| Rimae Kopff            | 14,68 S | -88,1 E  | 250           | Nom d'un cràter proper         | 5117        |
| Rimae Littrow          | 22,47 N | 30,47 E  | 165           | Nom d'un cràter proper         | 5119        |
| Rimae Maclear          | 12,23 N | 19,9 E   | 94            | Nom d'un cràter proper         | 5120        |
| Rimae Maestlin         | 2,88 N  | -40,48 E | 71            | Nom d'un cràter proper         | 5121        |
| Rimae Maupertuis       | 51,24 N | -22,82 E | 50            | Nom d'un cràter proper         | 5122        |
| Rimae Menelaus         | 17,1 N  | 17,77 E  | 87            | Nom d'un cràter proper         | 5123        |
| Rimae Mersenius        | 20,69 S | -46,53 E | 240           | Nom d'un cràter proper         | 5124        |
| Rimae Opelt            | 13,64 S | -18,14 E | 55            | Nom d'un cràter proper         | 5125        |
| Rimae Palmieri         | 27,83 S | -47,17 E | 27,13         | Nom d'un cràter proper         | 5126        |
| Rimae Parry            | 8,07 S  | -16,52 E | 210           | Nom d'un cràter proper         | 5127        |
| Rimae Petavius         | 25,23 S | 60,48 E  | 110           | Dins del cràter del mateix nom | 5128        |
| Rimae Pettit           | 25,22 S | -93,63 E | 320           | Nom d'un cràter proper         | 5129        |
| Rimae Pitatus          | 29,84 S | -13,62 E | 90            | Dins del cràter del mateix nom | 5130        |
| Rimae Plato            | 50,88 N | -3,02 E  | 180           | Nom d'un cràter proper         | 5131        |
| Rimae Plinius          | 17,05 N | 23,14 E  | 100           | Nom d'un cràter proper         | 5132        |
| Rimae Posidonius       | 32,03 N | 29,61 E  | 78            | Dins del cràter del mateix nom | 5133        |
| Rimae Prinz            | 27,05 N | -43,51 E | 10,95         | Nom d'un cràter proper         | 5134        |
| Rimae Ramsden          | 32,93 S | -31,32 E | 100           | Nom d'un cràter proper         | 5135        |
| Rimae Repsold          | 50,74 N | -80,46 E | 152,05        | Nom d'un cràter proper         | 5136        |
| Rimae Riccioli         | 1,52 S  | -73,07 E | 250           | Nom d'un cràter proper         | 5137        |
| Rimae Ritter           | 3,5 N   | 17,97 E  | 75            | Nom d'un cràter proper         | 5138        |
| Rimae Römer            | 26,98 N | 34,86 E  | 112           | Nom d'un cràter proper         | 5139        |
| Rimae Secchi           | 0,99 N  | 44,08 E  | 35            | Nom d'un cràter proper         | 5140        |
| Rimae Sirsalis         | 15,01 S | -61,36 E | 405           | Nom d'un cràter proper         | 5141        |
| Rimae Sosigenes        | 8,08 N  | 18,72 E  | 130           | Nom d'un cràter proper         | 5142        |
| Rimae Sulpicius Gallus | 20,65 N | 9,99 E   | 80            | Nom d'un cràter proper         | 5143        |
| Rimae Taruntius        | 5,83 N  | 46,83 E  | 35            | Dins del cràter del mateix nom | 5144        |
| Rimae Theaetetus       | 33,04 N | 5,87 E   | 53            | Nom d'un cràter proper         | 5145        |
| Rimae Triesnecker      | 5,1 N   | 4,83 E   | 200           | Nom d'un cràter proper         | 5146        |
| Rima Euler             | 21,08 N | -30,31 E | 104,97        | Nom d'un cràter proper         | 5057        |
| Rimae Vasco da Gama    | 11,55 N | -84,03 E | 10,39         | Nom d'un cràter proper         | 5147        |
| Rimae Zupus            | 15,46 S | -53,76 E | 130           | Nom d'un cràter proper         | 5148        |
| Rima Flammarion        | 2,38 S  | -4,67 E  | 49,75         | Nom d'un cràter proper         | 5058        |
| Rima Furnerius         | 35,3 S  | 61,17 E  | 65,85         | Dins del cràter del mateix nom | 5059        |
| Rima Galilaei          | 12,91 N | -59,2 E  | 185,88        | Nom d'un cràter proper         | 5061        |
| Rima Gärtner           | 58,84 N | 35,77 E  | 42,73         | Dins del cràter del mateix nom | 5063        |
| Rima Gay-Lussac        | 13,18 N | -22,33 E | 40,04         | Nom d'un cràter proper         | 5062        |
| Rima G. Bond           | 32,86 N | 35,25 E  | 166,85        | Nom d'un cràter proper         | 5060        |
| Rima Hadley            | 25,72 N | 3,15 E   | 116,09        | Nom d'un mons proper           | 5064        |
| Rima Hansteen          | 12,09 S | -52,99 E | 30,89         | Nom d'un cràter proper         | 5065        |
| Rima Hesiodus          | 30,54 S | -21,85 E | 251,46        | Nom d'un cràter proper         | 5066        |
| Rima Hyginus           | 7,62    | 6,77 E   | 203,96        | Nom d'un cràter proper         | 5067        |
| Rima Jansen            | 14,5 N  | 29,51 E  | 45,12         | Nom d'un cràter proper         | 5068        |
| Rima Krieger           | 29,29 N | -46,26 E | 22,62         | Nom d'un cràter proper         | 5069        |
| Rima Mairan            | 38,28 N | -46,83 E | 120,51        | Nom d'un cràter proper         | 5070        |
| Rima Marcello          | 18,59 N | 27,74 E  | 3,95          | Antropònim masculí italià      | 5071        |
| Rima Marius            | 16,37 N | -49,54 E | 283,54        | Nom d'un cràter proper         | 5072        |
| Rima Messier           | 0,76 S  | 44,55 E  | 74,22         | Nom d'un cràter proper         | 5073        |
| Rima Milichius         | 8,03 N  | -32,87 E | 140,72        | Nom d'un cràter proper         | 5074        |
| Rima Oppolzer          | 1,53 S  | 1,28 E   | 94,2          | Nom d'un cràter proper         | 5075        |
| Rima Réaumur           | 2,84 S  | 2,47 E   | 30,66         | Nom d'un cràter proper         | 5078        |
| Rima Reiko             | 18,55 N | 27,71 E  | 4,29          | Antropònim femení japonès      | 5076        |
| Rima Rudolf            | 19,71 N | 29,62 E  | 8,29          | Antropònim masculí alemany     | 5077        |
| Rima Schröter          | 1,28 N  | -6,25 E  | 27,25         | Nom d'un cràter proper         | 5079        |
| Rima Sharp             | 46,02 N | -50,36 E | 276,67        | Nom d'un cràter proper         | 5080        |
| Rima Sheepshanks       | 58,28 N | 23,69 E  | 157,49        | Nom d'un cràter proper         | 5081        |
| Rima Siegfried         | 25,82 S | 103,01 E | 13,96         | Antropònim masculí alemany     | 5082        |
| Rima Suess             | 6,62 N  | -47,14 E | 156,39        | Nom d'un cràter proper         | 5083        |
| Rima Sung-Mei          | 24,59 N | 11,28 E  | 3,88          | Antropònim femení xinès        | 5084        |
| Rima T. Mayer          | 13,26 N | -31,37 E | 67,81         | Nom d'un cràter proper         | 5085        |
| Rima Vladimir          | 25,2 N  | -0,75 E  | 10,5          | Antropònim femení eslau        | 5086        |
| Rima Wan-Yu            | 19,98 N | -31,43 E | 13,72         | Antropònim femení xinès        | 5087        |
| Rima Yangel'           | 16,62 N | 4,79 E   | 30,39         | Nom d'un cràter proper         | 5088        |
| Rima Zahia             | 25,02 N | -30,46 E | 15,24         | Antropònim femení àrab         | 5089        |

### Nomenclatura abolida
| Rima                | Latitud | Longitud | Diàmetre (km) | Epònim                                           | Referències |
| ------------------- | ------- | -------- | ------------- | ------------------------------------------------ | ----------- |
| Rimae Golitsyn      | 25,1 S  | -105 E   | 0             | Part de la rimae Pettit                          | 6897        |
| Rimae Liebig        | 20 S    | -45 E    | 0             | És la mateixa característica que rimae Mersenius | 5118        |
| Rimae Stadius       | 10,5 N  | -13,7 E  | 0             | És una catena                                    | 6899        |
| Rima Has            | 29,4 N  | 62,5 E   | 0             | Nom d'un cràter proper                           | 6890        |
| Rima Laplace        | 48 N    | -26 E    | 0             | Nom d'un promontorium proper                     | 6891        |
| Rima Marco Polo     | 15,4 N  | -2 E     | 0             | Part de la rima Bode                             | 6892        |
| Rima Newcomb        | 29,9 N  | 43,8 E   | 0             | Nom d'un cràter proper                           | 6893        |
| Rima Ptolemaeus     | 9,2 S   | -1,8 E   | 0             | És una catena                                    | 6894        |
| Rima Schröter       | 26 N    | -51 E    | 150           | Nom erroni del Vallis Schröteri (LTO 38B3)       | 6895        |
| Rima Widmannstätten | 6,1 S   | 85,5 E   | 0             | Nom d'un cràter proper                           | 6896        |

## Llista derimaede (21) Lutetia
| Rima           | Latitud | Longitud | Diàmetre (km) | Epònim                                             | Referències |
| -------------- | ------- | -------- | ------------- | -------------------------------------------------- | ----------- |
| Rhodanus Rimae | 53 N    | 39 E     | 10,8          | Rhodanus, riu en l'època de Lutetia (actual Roine) | 14849       |
| Tiberis Rimae  | 33 N    | 229 E    | 27,4          | Tíberis, riu en l'època de Lutetia (actual Tíber)  | 14850       |